# Orden del Templo Solar
La Orden del Templo Solar (en francés OTS: Ordre du Temple Solaire) fue un grupo esotérico, clasificado como secta, y principalmente activo en Francia, Suiza y Canadá.

## Creencias
Según Robert Chabrier ―miembro de la secta y autor del libro ¿Pourquoi la résurgence de l'Ordre du Temple? Tome premier: «Le Corps» (1975)―, Luc Jouret había tomado algunos conceptos de la masonería, el rosacrucianismo, la homeopatía, etc. Las metas de la orden eran:
establecer "algunas nociones claras sobre la autoridad y el poder en el mundo";
reafirmar la superioridad de lo espiritual sobre lo temporal;
preparar a la humanidad para una gran «transición», y
prepararla para el regreso de Jesucristo como «dios-rey solar» para unificar todas las iglesias cristianas y el islamismo.

## Historia
En 1984, el rosacruz francés Joseph di Mambro (1924-1994) y el homeópata y militar neonazi belga Luc Jouret (18 de octubre de 1947 - 5 de octubre de 1994), fundaron la secta en Ginebra (Suiza) con el nombre de Ordre International Chevaleresque de Tradition Solaire (orden internacional caballeresca de tradición solar).
El 1 de octubre de 1994, Di Mambro ordenó la muerte de Emmanuel Dutoit, un bebé de tres meses hijo de un miembro de la secta, Tony Dutoit. En una sucursal de la secta en Morin Heights (cerca de Quebec), en Canadá, el bebé fue apuñalado repetidas veces con una estaca de madera. Di Mambro afirmaba que el bebé era el Anticristo descrito en el Nuevo Testamento. Creía que el Anticristo había nacido dentro de su grupo para evitar que Di Mambro tuviera éxito en su viaje espiritual.
El 3 de octubre de 1994, el grupo asistió en la muerte de varios seguidores que habían tomado tranquilizantes.
El 4 de octubre de 1994, Jouret y Di Mambro comieron opíparamente en un restaurante, donde realizaron el ritual de la Última cena.
El 5 de octubre de 1994 en Suiza 48 miembros mueren por disparos y son posteriormente quemados.
Después de la muerte de ambos líderes, la secta se disolvió. Sin embargo, el 23 de diciembre de 1995, en Vercors (Francia) se encontraron los cuerpos calcinados de 16 adeptos (3 de ellos menores).
El 15 de enero de 1998 se produjo la muerte de 33 personas (8 de ellos, menores) de miembros de la Orden en burdeles quemados.
No se sabe a ciencia cierta cuántos de los miembros de la Orden participaron en suicidios colectivos y se especula con la posibilidad de que algunos fueran asesinados.

## Otro grupo con nombre similar
La Orden del Templo Solar no tiene ninguna relación con la Orden Soberana y Militar del Temple de Jerusalén (OSMTJ-OSMTH) a pesar de la creencia popular de afirmar que los caballeros templarios tenían ideas masónicas. La evidencia histórica en contra es irrefutable: ambas órdenes no tienen nada en común, salvo el nombre.

## La secta en España
La Orden del Templo Solar también tenía su sede en España, especialmente en las Islas Canarias. En 1984, el fundador de la OTS, Luc Jouret, dio una conferencia en la isla de Tenerife. El único español que murió en el suicidio de la Orden del Templo Solar fue un barbero tinerfeño.
En el sur de la isla vivía la líder de la orden en España,  además el único español que murió en los suicidios de la Orden del Templo Solar era un peluquero precisamente tinerfeño. En 1998, una secta era sospechosa de intentar realizar un suicidio ritual en el Parque nacional del Teide (Tenerife), pero fue impedido por las autoridades. Tanto la policía española como la alemana inicialmente relacionaron equivocadamente la secta con la Orden del Templo Solar, para luego descubrir, tras un largo proceso judicial, que no era una secta, sino un grupo que mezclaba psicoterapia con new age y no tenían ningún objetivo de suicidase.

En el año 2001, los supervivientes de la secta se instalaron en Vera (Almería), donde siguen desarrollando sus actividades.[cita requerida]
Aun quedan miembros de la secta radicados en el norte Tenerife, que bajo la imagen de una falsa iglesia evangélica alemana continúan con sus actividades captando a personas con baja autoestima e invitándolos a entregar sus pertenencias terrenales a la secta, dado que en lo espiritual no son necesarias, son un lastre para  la elevación "cuando regrese Jesus como Rey Solar".[cita requerida]